# Гонфријер
Гонфријер (фр. Gonfrière) насеље је и општина у северној Француској у региону Доња Нормандија, у департману Орн која припада префектури Аржантан.
По подацима из 2011. године у општини је живело 288 становника, а густина насељености је износила 22,45 становника/km². Општина се простире на површини од 12,83 km². Налази се на средњој надморској висини од 221 метар (максималној 292 m, а минималној 202 m).

## Демографија
| 1962. | 1968. | 1975. | 1982. | 1990. | 1999. | 2011. |
| ----- | ----- | ----- | ----- | ----- | ----- | ----- |
| 140   | 186   | 168   | 167   | 190   | 236   | 288   |

График промене броја становника у току последњих година